# Deutsche Leichtathletik-Meisterschaften 1920
Die 22. Deutschen Leichtathletik-Meisterschaften wurden vom 14. bis zum 15. August 1920 in Dresden ausgetragen.

## Wettbewerbsprogramm
Erstmals gab es auch ein Wettkampfangebot für die Frauen, bestehend aus vier Disziplinen.
- Lauf: 100-Meter-Lauf
- Staffel 4-mal-100-Meter-Staffel
- Sprung: Weitsprung
- Stoß/Wurf: Kugelstoßen

Bei den Männern kamen zwei neue Disziplinen ins Meisterschaftsprogramm:
- 50-km-Gehen – gleichzeitig die erste Gehermeisterschaft seit 1913
- Dreikampf – 200-Meter-Lauf/Weitsprung (14. August), Diskuswurf (15. August)

## Ausgelagerte Disziplinen
Drei Wettbewerbe wurden ausgelagert:
- Waldlauf (Männer) mit Einzel- und Mannschaftswertung – Berlin, 18. April
- 50-km-Gehen – Minden, 24. Oktober
- Zehnkampf – München, 18./19. September

## Deutscher Marathonlauf
Am 25. Juli gab es in Berlin außerdem auch wieder einen Marathonlauf über die klassischen 42,195 km. Allerdings gehörte diese Disziplin bis 1924 nicht offiziell zu den Meisterschaftswettbewerben, sondern wurde als „Deutscher Marathonlauf“ unabhängig davon durchgeführt.

## Sportliche Leistungen
In allen vier Frauenwettbewerben triumphierte Marie Kießling.

## Ergebnisübersichten
Die folgenden beiden Übersichten fassen die Medaillengewinner und -gewinnerinnen aller Wettbewerbe von 1920 zusammen.

### Medaillengewinner Männer
| Disziplin                                      | Gold                                                                  | Leistung       | Silber                                                                | Leistung    | Bronze                                                          | Leistung    |
| ---------------------------------------------- | --------------------------------------------------------------------- | -------------- | --------------------------------------------------------------------- | ----------- | --------------------------------------------------------------- | ----------- |
| 100 m                                          | Richard Rau (SCC Berlin)                                              | 10,7 s0        | Hans Mäulen (Eintracht Frankfurt)                                     | 10,8 s0     | Willi Dünker (SCC Berlin)                                       | 10,9 s0     |
| 200 m                                          | Richard Rau (SCC Berlin)                                              | 22,2 s0        | Josef Schmid (TSV 1860 München)                                       | 22,3 s0     | Arthur Reinhardt (TSV 1860 München)                             | 22,5 s0     |
| 400 m                                          | Carl Erler (SV St. Georg 1895 Hamburg)                                | 52,0 s0        | Adolf Leber (TSV 1860 München)                                        |             | Georg Amberger (Karlsruher FV)                                  |             |
| 800 m                                          | Georg Amberger (Karlsruher FV)                                        | 2:00,2 min     | Georg Scheer (Holstein Kiel)                                          |             | Gerhard von Massow (TSV Zehlendorf 88 Berlin)                   |             |
| 1500 m                                         | Friedrich-Franz Köpcke (TSV Zehlendorf 88 Berlin)                     | 4:16,2 min     | Emil Bedarff (SC 1899 Düsseldorf)                                     |             | Karl Ernst (Berliner SC)                                        |             |
| 5000 m                                         | Emil Bedarff (SC 1899 Düsseldorf)                                     | 15:40,3 min    | Fritz Graßmann (VfB Herzberg)                                         | 16:04,0 min | Ottomar Krupski (SCC Berlin)                                    | 16:08,0 min |
| 10.000 m                                       | Gregor Vietz (Berliner AK 07)                                         | 34:05,0 min    | Fritz Blankenburg (BTSV 1850 Berlin)                                  | 34:52,2 min | Rudolf Eiselt (BC Chemnitz)                                     |             |
| Marathon                                       | Max Wils (ASC Marathon Berlin)                                        | 2:51:49,2 h    | Ernst Albrecht (Berliner AK 07)                                       |             | Fritz Krüger (ASC Marathon Berlin)                              |             |
| 110 m Hürden                                   | Rudolf Kämmerer (Berliner Turnerschaft)                               | 16,7 s0        | Walter Ball (SCC Berlin)                                              |             |                                                                 |             |
| 3000 m Hindernis                               | Gerhard Volkmann (Stettiner SC)                                       | 10:19,0 min    | Hermann Cohen (Düsseldorfer SC 99)                                    |             | Hans Bischof (1. FC Nürnberg)                                   |             |
| 4 × 100 m Staffel                              | SCC BerlinWilli Dünker Hermann Waffenschmidt Ernst Krüger Richard Rau | 43,1 s0        | Eintracht FrankfurtAlex Weider Fritz Reis Hans Mäulen Fritz Angstmann | 43,2 s0     | Berliner SCHarry Bormann Rolf Krüger Karl Glaser Martin Reichel | 43,6 s0     |
| 50-km-Gehen                                    | Richard Schötz (Duisburger SV Viktoria)                               | 5:01:58 h      | Willy Kamrath (Duisburger SV Viktoria)                                | 5:07:04 h   | Willy Tscharntke (Guts Muts Dresden)                            | 5:10:27 h   |
| Hochsprung                                     | Ernst Fritzmann (Turngemeinde in Berlin)                              | 1,815 m        | Hermann Schröder (TV Jahn Neukölln)                                   | 1,76 m      | Henry Schumacher (VfL 93 Hamburg)                               | 1,76 m      |
| Stabhochsprung                                 | Ludwig Gaim (TSV 1860 München)                                        | 3,50 m         | Heinrich Fricke (TK Hannover)                                         | 3,50 m      | Alfred Lehninger (Turnergemeinde in Berlin)                     | 3,50 m      |
| Weitsprung                                     | Karl Hornberger (TV Bad Kreuznach)                                    | 7,03 m         | Arthur Hoffmann (VfB Leipzig)                                         | 6,58 m      | Arthur Holz (VfL Charlottenburg)                                | 6,53 m      |
| Kugelstoßen                                    | Karl von Halt (MTV München von 1879)                                  | 12,63 m        | Xaver Geier (TSV 1860 München)                                        | 12,54 m     | Anton Rieker (SpVgg. Stuttgart)                                 | 12,29 m     |
| Diskuswurf                                     | Max Grafwallner (MTV München von 1879)                                | 40,84 m        | Emil Junghenn (SV Kurhessen Kassel)                                   | 39,58 m     | Anton Rieker (SpVgg. Stuttgart)                                 | 37,21 m     |
| Speerwurf                                      | Heinrich Buchgeister (SC Münster 08)                                  | 58,18 m        | Philipp Junium (FC Pfalz Ludwigshafen)                                | 54,44 m     | Walter Lüdeke (Berliner SC)                                     | 51,18 m     |
| Dreikampf                                      | Arthur Holz (Charlottenburger Turngilde)                              | 302,00 P       | Karl Baaske (SV Prussia-Samland Königsberg)                           | 288,25 P    | Fritz Lösch (VfB Leipzig)                                       | 287,25 P    |
| Zehnkampf, offiz. Wert. 2. Zeile: 1985er Wert. | Karl Ritter von Halt (MTV München von 1879)                           | 560 P (5395 P) | Emil Fritz (Stuttgarter Kickers)                                      |             | Rudolf Leu (MTV München von 1879)                               |             |
| Waldlauf – ca. 10.000 m                        | Richard Lauterbach (Berliner SC)                                      | 43:54,5 min    | Fritz Blankenburg (BTSV 1850 Berlin)                                  |             | Albert Tschaber (Dresdensia Dresden)                            |             |
| Waldlauf, Mannschaftswertung                   | Berliner TSV 1850Fritz Blankenburg Paul Zimmer Gregor Vietz           | 14 P           | Berliner SCRichard Lauterbach Gericke Gumpert                         | 18 P        | SCC BerlinRudolf Voß Ottomar Krupski Heinrich Jentzsch          | 25 P        |

### Medaillengewinnerinnen Frauen
| Disziplin         | Gold                                                              | Leistung | Silber                                                 | Leistung | Bronze                                     | Leistung |
| ----------------- | ----------------------------------------------------------------- | -------- | ------------------------------------------------------ | -------- | ------------------------------------------ | -------- |
| 100 m             | Marie Kießling (TSV 1860 München)                                 | 13,0 s0  | Hilde Dünker (TSV Düsseldorf 1847)                     | 13,2 s0  | Lilly Cron (TV Frankfurt 1860)             | 13,3 s0  |
| 4 × 100 m Staffel | TSV 1860 MünchenZenta Bauer Maria Rädler Emma Heiß Marie Kießling | 53,0 s0  | TV Frankfurt 1860Stoffel Rosa Theimann Born Lilly Cron | 53,3 s0  | SCC BerlinWolf Utech Birkner Gertrud Haase | 53,9 s0  |
| Weitsprung        | Marie Kießling (TSV 1860 München)                                 | 5,24 m   | Maria Rädler (TSV 1860 München)                        | 4,96 m   | Zenta Bauer (TSV 1860 München)             | 4,91 m   |
| Kugelstoßen       | Marie Kießling (TSV 1860 München)                                 | 8,31 m   | Lilly Cron (TV Frankfurt 1860)                         | 7,68 m   | Hentschel (Charlottenburger Turngilde)     | 7,56 m   |